# Varada-mudra

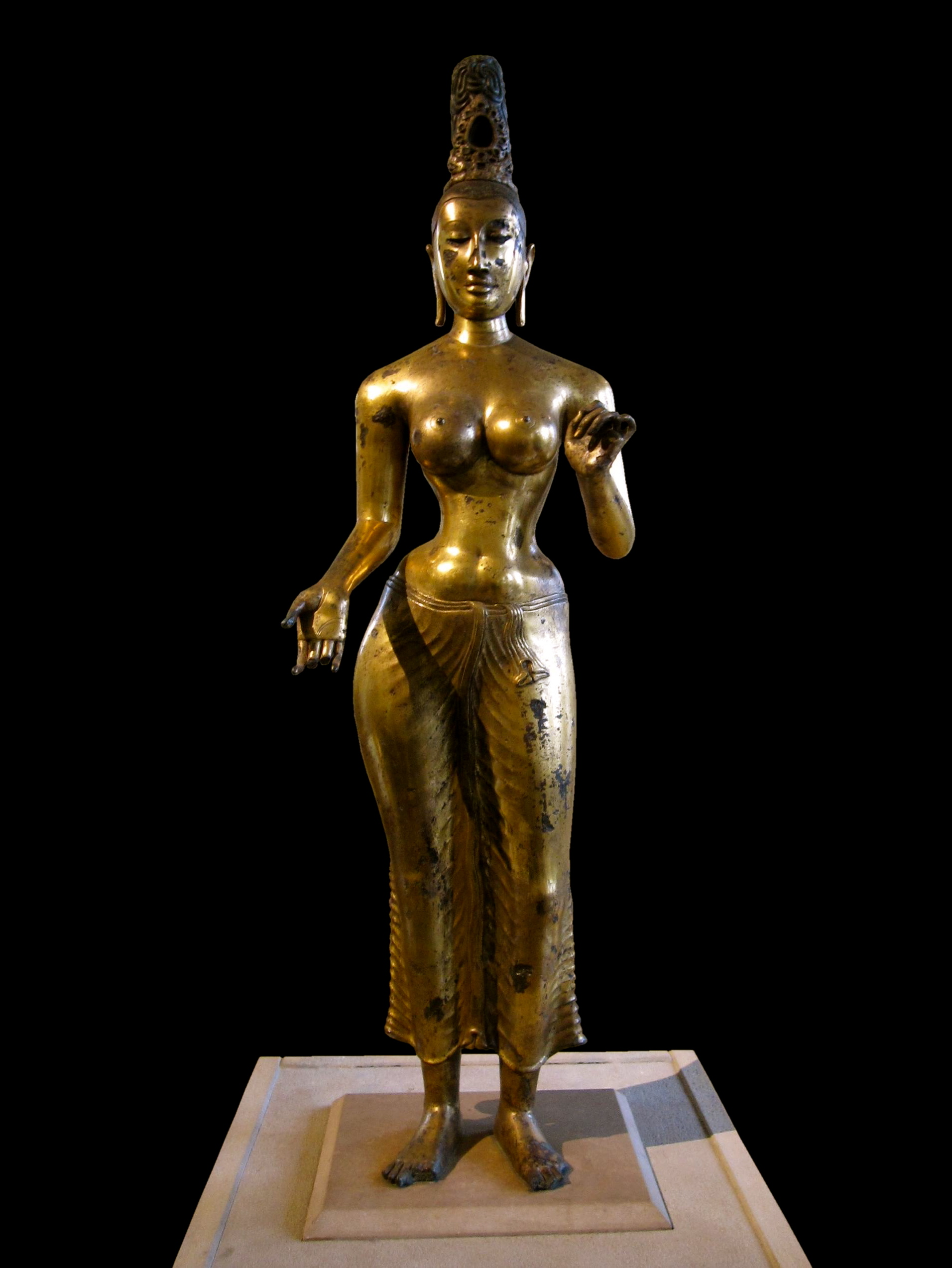
Bronze doré, Sri Lanka, VIIIe siècle. Avec sa main droite, le bodhisattva fait la varadamudra, le geste de charité ou de don, tandis que sa main gauche peut à l'origine avoir tenu un lotus.

La varadamudrā (tibétain : མཆོག་སྦྱིན་གྱི་ཕྱག་རྒྱ་, Wylie : mchog sbyin gyi phyag rgya), ou parfois simplement varamudrā, est une mudra, un geste de la main, qui symbolise le don (vara). Pour la varada-mudra, la main gauche est la plus fréquemment utilisée. Elle est présentée la paume en haut et les doigts pointant vers le bas, le bras étant baissé. La varada-mudrā et l' abhaya-mudrā sont les plus communes de plusieurs autres mudras représentées sur les images et les icones relatives aux religions en Inde.

## Source
- Dictionary of Hindu Lore and Legend  (ISBN 0-500-51088-1) par Anna Dallapiccola